# Bulletin of the American Society of Overseas Research
Das Bulletin of the American Society of Overseas Research (bis 2021 Bulletin of the American Schools of Oriental Research; abgekürzt: BASOR) ist eine quartalsmäßig von der American Society of Overseas Research (ASOR) herausgegebene interdisziplinäre Fachzeitschrift zur Vorderasiatischen Altertumskunde.
Die dem Peer-Review unterliegende Zeitschrift enthält englischsprachige Artikel zum Alten Orient und zum östlichen Mittelmeerraum, die sich inhaltlich auf Archäologie, Philologie, Geographie und Geschichte dieses Raumes zwischen Altsteinzeit und islamischer Zeit erstrecken. Der Schwerpunkt liegt dabei auf der Publikation originärer Forschung und auf der Diskussion von Problemen, die sich in der Feldforschung ergaben. Hierzu gehören unter anderem auch vorläufige Grabungsberichte von ASOR-Projekten.
Die Zeitschrift wurde 1919 als Bulletin of the American School of Oriental Research in Jerusalem begründet und wurde 1921 in Bulletin of the American Schools of Oriental Research umbenannt. Seit der Ausgabe 2022 trägt sie ihren heutigen Namen.